# G7-Gipfel in Tokio 1993
Der G7-Gipfel in Tokio 1993 war das 19. Gipfeltreffen der Regierungschefs der Gruppe der Sieben. Das Treffen fand unter dem Vorsitz des japanischen Premierministers Kiichi Miyazawa vom 7. bis 9. Juli 1993 in Tokio im Gästehaus des Akasaka-Palastes statt. 